# Zajęcie Świętego Meczetu w Mekce
Zajęcie Świętego Meczetu w Mekce – zajęcie przez 600 terrorystów pod dowództwem Dżuhajmana al-Utajbiego Świętego Meczetu w Mekce dnia 20 listopada 1979 roku. Terroryści domagali się uznania Muhammada ibn Abd Allaha al-Kahtaniego za Mahdiego. Okupacja świątyni trwała do 4 grudnia. Podczas operacji odbicia meczetu zginęło co najmniej 117 żołnierzy oraz 255 rebeliantów. Łącznie terroryści przetrzymywali ok. 50 tys. pielgrzymów, większość z nich została uwolniona po odbiciu meczetu przez żołnierzy.

## Arabia Saudyjska przed Zajęciem Świętego Meczetu
W latach 70. XX wieku Arabia Saudyjska nie uchodziła za kraj konserwatywny. Od lat 50. XX wieku działały szkoły dla dziewcząt, w 1970 roku powstała dla nich szkoła wyższa. W 1965 roku zaczęła działać telewizja, w której emitowano m.in. ocenzurowane seriale amerykańskie. W radiu i telewizji pracowały kobiety. Reformy spotykały się z krytyką ze strony konserwatystów.

## Zajęcie Świętego Meczetu

### 20 listopada
20 listopada 1979 przypadał pierwszy dzień nowego roku islamskiego 1400. Święty Meczet był od kilkunastu lat rozbudowywany przez firmę deweloperską rodziny Ibn Ladinów. Tego dnia na dziedzińcu przed świętym kamieniem Al-Kaba było zgromadzonych kilkadziesiąt tysięcy ludzi. O godzinie 5:30 Muhammad as-Subajjil, imam Świętego Meczetu w Mekce, rozpoczął prowadzenie modlitwy o wschodzie słońca. Zanim imam dokończył modlitwę, ktoś wyrwał mu z rąk mikrofon i przekazał kolejnej osobie. Do mikrofonu przemówiła osoba przedstawiająca się jako Sajjid, brat Mahdiego – zbawiciela, którzy przed końcem świata miał uratować muzułmanów przed Szatanem. Sajjid powiedział, że świat zmierza do końca światy. Zwiastunami katastrofy miały być popularność telewizji i piłki nożnej oraz zatrudnianie kobiet. Następnie Sajjid powiedział, że przed zgubą ochroni ich Mahdi. W grupie, która odebrała mikrofon z rąk imama był lider zamachowców Dżuhajman al-Utajbi. Na środku dziedzińca, w pobliżu Al-Kaby, wyszedł Muhammad ibn Abd Allah al-Kahtani, wyznaczony przez Al-Utajbiego za Mahdiego. Miał na głowie czerwoną chustę, w ręku trzymał pistolet maszynowy. Do mężczyzny podchodzili terroryści oraz niektórzy pielgrzymi, by przyrzec mu lojalność. Jako pierwszy hołd miał oddać Al-Utajbi. Grupa Al-Ichwan dysponowała zapasami broni, która zdołała schować w podziemiach meczetu dzięki łapówkom wręczanym pracownikom budowlanym. Broń była chowana również w trumnach, w których zgodnie z praktyką powinni być zmarli, którzy mieli otrzymać błogosławieństwo w Świętym Meczecie przed pogrzebem. Drzwi do Świętego Meczetu zostały zabarykadowane, przy bramach stacjonowali snajperzy. W przeciągu godziny terroryści zajęli całą świątynię. Dokładna liczba zakładników jest nieznana, według źródeł w świątyni uwięziono od 6 do 100 tys. osób.

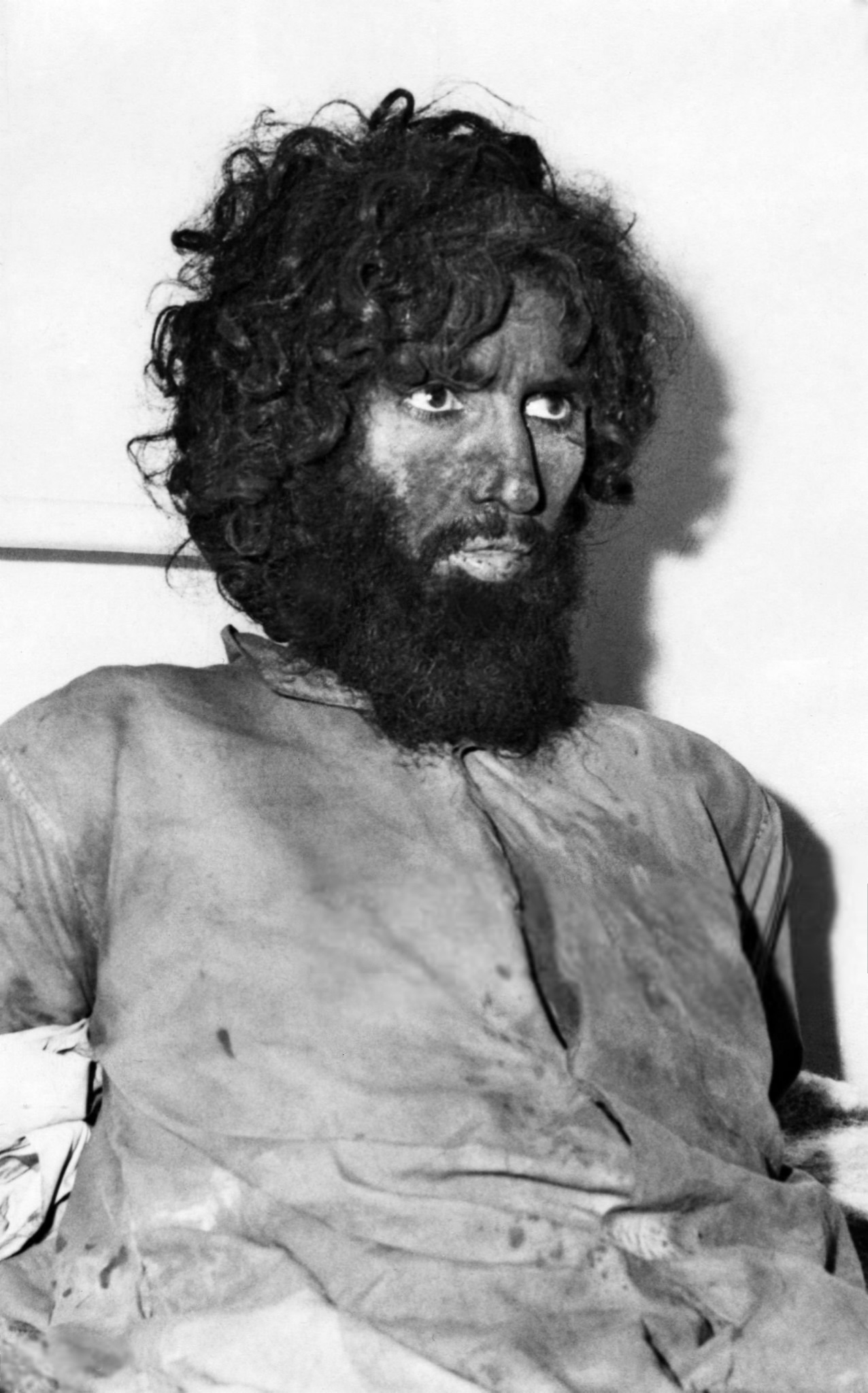
Dżuhajman al-Utajbi

Dżuhajman al-Utajbi wychowywał się w konserwatywnej społeczności w regionie Nadżd w centrum Półwyspu Arabskiego. Po odbyciu służby w Gwardii Narodowej stał się zwolennikiem salafizmu, radykalnego ruchu sunnickiego. Był osobą głęboko religijną, jednak wykazywał niską znajomość islamu oraz słabo posługiwał się klasycznym językiem arabskim. W 1976 roku wydał broszurę, w której potępił politykę króla Chalida ibn Abd al-Aziza Al Su’uda. W 1978 roku saudyjskie służby zainteresowały się działalnością Al-Utajbiego. On oraz stu jego zwolenników zostało aresztowanych, jednak dzięki wstawiennictwu u rodziny królewskiej jego dawnego nauczyciela bin Baza został zwolniony.
Muhammad ibn Abd Allah al-Kahtani był młodym kaznodzieją, znanym z dobrych manier oraz zamiłowania do poezji. Był szwagrem Dżuhajmana al-Utajbiego.
Wielu pielgrzymów pochodziło z zagranicy, którzy nie znali języka arabskiego lub posługiwali się nim słabo. Byli przerażeni grupą terrorystów, która wbrew naukom Koranu dopuszczała się przemocy. Pielgrzymi próbowali wydostać się z Świętego Meczetu poprzez niezajęte jeszcze wyjścia.
W zamachu wzięło udział kilkuset zwolenników Al-Utajbiego. Nazywali się Al-Ichwan, na cześć armii ichwanów (bractwa), która stanęła do bitwy o As-Sibalę w 1929 roku po stronie rodziny królewskiej, po czym następnie została przez nią zdradzona. Policja nie była przygotowana na walkę z terrorystami. Al-Ichwan uważało, że doszło do zepsucia moralnego Arabii Saudyjskiej.

### Reakcja władz saudyjskich
Po zajęciu Świętego Meczetu dotarło na miejsce kilka wozów policyjnych. Pojawili się na miejscu dzięki imamowi, który zdołał uciec z świątyni i powiadomić władze. Te jednak zostały ostrzelane pod świątynią. W pierwszych godzinach walk pomiędzy snajperami a policjantami zginęło kilka osób (źródła mówią o dwóch lub ośmiu ofiarach), a kilkadziesiąt innych zostało rannych. Operację utrudnia fakt, iż służby nie dysponowały planami Świętego Meczetu oraz nie wiedziały o istnieniu podziemnego labiryntu. Plany otrzymały od firmy Ibn Ladina. 21 listopada komandosi rozpoczęli szturm na meczet. W następnym wzięli udział kolejni komandosi oraz batalion spadochroniarzy. Pierwsza grupa komandosów działała ostrożnie, miała uważać, by nie zniszczyć meczetu. Druga działała zdecydowaniej, podczas akcji wysadziła trotylem jedną z bram. Aby utrudnić działania służb, rebelianci palili dywany i gumowe opony, by wytworzyć ciężkie chmury dymu.
20 listopada mieszkańcy Arabii Saudyjskiej oraz opinia międzynarodowa nie były poinformowane o wydarzeniach w Mekce. Tego dnia książę Arabii Saudyjskiej Fahd ibn Abd al-Aziz Al Su’ud przebywał na szczycie Ligi Państw Arabskich w Tunezji, a szef Gwardii Narodowej (odpowiedzialnej za ochronę przywódców królewskich) Abd Allah ibn Abd al-Aziz Al Su’ud przebywał w Maroku. Decyzję co do przeprowadzenia ataku spoczywały na chorym królu Chalidzie ibn Abd al-Azizowi Al Su’udowi oraz ministrze obrony. Radio i telewizja nie informowały o przebiegu wydarzeń. Sprawująca rządy dynastia Saudów wprowadziła godzinę policyjna w Mekce, At-Ta’ifie oraz Medynie, aresztowała 9 tys. osób (w większości przywódców religijnych i aktywistów politycznych), z czego część torturowała, ponadto wydaliła pracowników tymczasowych z Azji Południowej oraz zamknęła lotniska. Część mieszkańców Arabii Saudyjskiej zauważyła, że wprowadzono blokadę na zagraniczne połączenia telefoniczne.
21 listopada światowe media poinformowały o ataku terrorystycznym w Świętym Meczecie. The New York Times zasugerował, że meczet mogli zająć Irańczycy. Większość mediów sugerowała, że za atakiem stoi Ruhollah Chomejni, jednak nigdy nie zdołano udowodnić bezpośredniego związku pomiędzy Al-Utajbim a Chomejnim. Władze amerykańskie również uznały, że Iran jest odpowiedzialny za atak. Chomejni zasugerował, że władze amerykańskie mogły przyczynił się do zajęcia Świętego Meczetu, by móc infiltrować społeczność muzułmańską. Po tej sugestii w Pakistanie doszło do ataku na ambasadę Stanów Zjednoczonych w Islamabadzie.
23 listopada najważniejsi duchowni Arabii Saudyjskiej wydali fatwę potępiającą zajęcie Świętego Meczetu. Ogłosili, że nie doszło do zejścia Mahdiego, gdyż powinny mu towarzyszyć inne wydarzenia, np. zamordowanie 70 tys. Żydów mieszkających w Iranie. Sam Mahdi miał przed końcem świata czekać na Jezusa za murami Damaszku (sama stolica Syrii była pozbawiona fortyfikacji). Tego samego dnia w Świętym Meczecie nie odbyła się piątkowa modlitwa, najważniejsze wydarzenie tygodnia dla wyznawców islamu. W radiu wyemitowano modły z Mediny.
Po wydaniu fatwy Saudowie ruszyli do frontalnego ataku. Za pomocą wyrzutni rakiet zlikwidowano snajperów. Na teren świątyni wjechały amerykańskie wozy bojowe M113. Rebelianci zatrzymywali pojazdy poprzez wkręcanie w ich gąsienice dywanów, a następnie wrzucanie do ich wnętrza butelki zapalające. W niedzielę służby saudyjskie odbiły naziemną część meczetu. Podczas walk zginął podający się za Mahdiego Muhammad ibn Abd Allah al-Kahtani. W następnych dniach pozostali przy życiu członkowie Al-Ichwan, którzy uwierzyli Al-Utajbiemu, że Mahdi nadal żyje, schronili się w podziemiach meczetu.
Saudyjskie służby korzystały początkowo z pomocy Centralnej Agencji Wywiadowczej, następnie francuskiej Grupy Interwencyjnej Żandarmerii Narodowej (Groupe d'Intervention de la Gendarmerie Nationale, GIGN), po uprzednim skontaktowaniu się z prezydentem Francji Valérym Giscardem d’Estaingiem. Do Mekki przybyło trzech ekspertów z GIGN: dowodzący operacją Paul Barril oraz Ignace Wodecki oraz Christian Lambert. Cała operacja miała zostać przeprowadzona w tajemnicy, by uniknąć krytyki interwencji państw zachodnich w kolebce islamu. Przedstawiciele GICN zaproponowali zastosowanie silnego gazu CB, który w dużych stężeniach stanowi zagrożenie dla życia. 2 grudnia w Arabii Saudyjskiej wylądował rządowy francuski samolot z żandarmami i 300 kg gazu bojowego. Według sprzecznych relacji Francuzi mieli nawrócić się na islam lub po dostarczeniu gazu mieli być zakwaterowani w hotelu na przedmieściu Mekki i nie brać udziału w akcji. Barril w swojej autobiografii napisał, że wyszedł z hotelu, by móc obserwować atak. Wodecki i Lambert podali, że w trójkę przebywali w hotelu. Kanistry z gazem CB i ładunkami wybuchowymi wrzucono do specjalnie wydrążonych tuneli. Początkowo członkowie Al-Ichwan byli zdezorientowani, co pozwoliło siłom saudyjskim na rozmontowanie prowizorycznych barykad i zajęcie części podziemi. Walki trwały kilkanaście godzin.
4 grudnia Arabia Saudyjska przekazała, że Święty Meczet został odbity. Kilkudziesięciu członków Al-Ichwan oraz ich lider Al-Utajbi zostali pojmani. Uwięzieni pielgrzymi zostali uwolnieni. Oficjalnie zginęło co najmniej 117 żołnierzy, 255 rebeliantów oraz nieokreślona liczba pielgrzymów. Według innego źródła zginęło co najmniej 250 osób, a 600 odniosło rany. Według nieoficjalnych informacji podczas walk mogło zginąć około tysiąca lub kilka tysięcy osób.

### Egzekucja pojmanych rebeliantów
9 stycznia 1980 roku publicznie ścięto Dżuhajmana al-Utajbiego i 62 jego zwolenników (według innego źródła ścięto 66 osób). Dżuhajman al-Utajbi został stracony jako pierwszy. Przed egzekucją przyznał, że przygotował atak w proteście przeciwko korupcji oraz bezmyślnej imitacji mód z Zachodu przez króla. Według relacji Evening Express, 41 straconych stanowili Saudyjczycy, pozostali terroryści pochodzili z Egiptu, Jemenu Północnego, Ludowo-Demokratycznej Republiki Jemenu, Kuwejtu, Sudanu, Iraku. Wśród rebeliantów, którzy zginęli podczas walk, znaleźli się również Amerykanie i Kanadyjczycy, którzy nawrócili się na islam. Egzekucje odbywały się w ośmiu różnych miastach.
W następnych miesiącach wyszło na jaw, że klerycy za wydanie fatwy mieli wymusić liczne zmiany społeczne. Na ich żądanie zamknięto baseny koedukacyjne, kina i sklepy z płytami winylowymi, z prasy i telewizji zniknęły kobiety, wycofano ze sklepów lalki i pluszowe misie uznane ze świętokradztwo. Nauki ścisłe i historię powszechną w szkołach zastąpiono historią rodu Saudów oraz zwiększoną liczbą zajęć ze znajomości Koranu. Kobiety zmuszono do zakrywania twarzy, otrzymały zakaz wychodzenia z domu bez opieki prawnego opiekuna oraz nie mogły samodzielnie prowadzić samochodu. Komitet Krzewienia Cnót i Zapobiegania Złu (będący policją religijną) otrzymał większą władzę, mógł bezkarnie i publicznie bić ludzi niestosujących się do nowych zasad.
Zajęcie Świętego Meczetu poparł Iran, co przyczyniło się do pogorszenia relacji pomiędzy tym państwem a Arabią Saudyjską. Dżuhajmanem al-Utajbim był zafascynowany Usama ibn Ladin, który w trakcie walk został prewencyjnie zatrzymany przez służby saudyjskie. Gdy w 1984 roku walczył z ZSRR w Afganistanie, nazywał Al-Utajbiego prawdziwym muzułmaninem.

## Następstwa
Przypadające na 1979 roku wydarzenia z Mekki, a także rewolucja w Iranie, radziecka interwencja w Afganistanie oraz egzekucja byłego premiera Pakistanu Zulfikara Ali Bhutto przyczyniły się do wzrostu nastrojów teokratycznych w świecie arabskim.
W 2018 roku książę koronny i następca tronu Arabii Saudyjskiej Muhammad ibn Salman ibn Abd al-Aziz Al Su’ud przyznał, że przed 1979 roku Arabia Saudyjska była krajem rozwijającym się jak każdy inny, a proces ten zatrzymały wydarzenia z 1979 roku. W XXI wieku wycofano część zakazów wprowadzonych po wydarzeniach z 1979 roku. Ponownie otworzono kina, zmniejszono wpływy Komitetu Krzewienia Cnót i Zapobiegania Złu, zezwolono kobietom na samodzielne prowadzenie samochodu.